# Guardamiglio
Guardamiglio là một đô thị ở tỉnh Lodi trong vùng Lombardia của Italia, cách khoảng 50 km về phía đông nam của Milano và khoảng 25 km về phía đông nam của Lodi. Tại thời điểm 31 tháng 12 năm 2004, đô thị này có dân số 2.689 người và diện tích là 10,3 km².
Guardamiglio giáp các đô thị: Somaglia, Fombio, Calendasco, San Rocco al Porto.